# Batu Hampar (Kayu Aro)
Batu Hampar is een bestuurslaag in het regentschap Kerinci van de provincie Jambi, Indonesië. Batu Hampar telt 2192 inwoners (volkstelling 2010).